# François-Alexandre-Léonor Le Jolis de Villiers
Pour les articles homonymes, voir Villiers.
Pour les autres membres de la famille, voir Famille Le Jolis de Villiers.
François-Alexandre-Léonor Le Jolis de Villiers (13 juillet 1760, Villiers-Fossard - 21 mai 1845, Saint-Lô), est un homme politique français.

## Biographie
Issu d'une ancienne famille du Cotentin, en Normandie, la famille Le Jolis de Villiers, anoblie en 1595, il est le fils de Alexandre Léonor Le Jolis, chevalier, seigneur de Villiers, officier de dragons, capitaine au bataillon de la milice de Caen, et de Mathurine Marie Anne Germain de La Conté.

### Carrière militaire
Après avoir fait ses études au Collège royal de La Flèche, Il entre à seize ans, en qualité de cadet gentilhomme, au régiment de Vermandois. L'ancien colonel de ce régiment, le marquis de Timbrune, alors gouverneur de l'École militaire, le protège et le fait recevoir, après un an de service, officier au même régiment, avec lequel il sert en Corse, où il côtoie la famille Bonaparte. 

### Carrière politique
Démissionnaire en 1787, il s'occupe de sciences et de beaux-arts, n'émigre point pendant la Révolution, et devient, en 1790, maire de Villiers-Fossard (Manche), son pays natal. Mais un décret le prive bientôt de ces fonctions, comme ci devant noble. Il est cependant appelé en l'an III, à faire partie du directoire de district de Saint-Lô, ville dont il devient maire en l'an VIII, jusqu'en 1803. Il parvient à conserver à Saint-Lô la préfecture de la Manche. 
Le 4 décembre 1809, il accepte les fonctions de conseiller de préfecture. 
Le 10 septembre 1817, il est élu député du collège du département de la Manche.  
Il soutient le ministère, obtient sa réélection, le 20 octobre 1818, et siège dans la majorité ministérielle jusqu'en 1824. 
Au renouvellement de 1824, il échoue dans le 1er arrondissement de la Manche, à Saint-Lô, face à Pierre Yver. 
Il continue alors à siéger au conseil général de la Manche.   

### Distinction
- chevalier de la Légion d'honneur (1824).

### Mariage et descendance
Il épouse à Saint Symphorien des Monts le 25 septembre 1787 Anne Marie de Géraldin, fille d'Antoine de Géraldin, marquis de Géraldin, comte de Lapenty, brigadier des armées du Roi, grand bailly d'épée du comté de Mortain, chevalier de Saint Louis, et de Catherine Charlotte Blouet de Cahagnolles. Dont :
- Antoinette Le Jolis de Villiers (1er janvier 1789 - )
- Victor Le Jolis de Villiers, licencié en Droit, conseiller à la Cour royale de Caen, chevalier de la légion d'honneur (Villiers-Fossard, 13 mars 1790 - Caen, 1er juillet 1847), marié à Caen en 1820 avec Marie Mélanie Lentaigne de Logivière (1800-1878), fille de Jacques Guy Lentaigne de Logivière, maire de Caen, sans enfant ;
- Rosalie Le Jolis de Villiers (Villiers-Fossard, 1793 - Saint Romphaire, 27 février 1853),  mariée à Saint-Lô en 1812 avec Luc Louis du Quesne (1781-1856), dont postérité ;
- Prosper Raymond Le Jolis de Villiers, contrôleur des contributions directes à Valognes (Saint Lô, 30 mai 1798 - ), marié à Avranches en 1823 avec Léa Marie Louise du Puce ;
- Edouard Le Jolis de Villiers (Saint-Lô, 12 novembre 1803 - Cerisy la Forêt, 19 juin 1863), marié à Cerisy la forêt en 1830 avec Aimée Langlois (1803-1878). Dont postérité, parmi laquelle Philippe de Villiers et son frère le général Pierre de Villiers ;
- Charles Alexandre Constant Le Jolis de Villiers (Saint-Lô, 1811 - Saint-Lô, 1833), sans postérité.

## Pour approfondir